# Circuit de Barcelona-Catalunya
Circuit de Barcelona-Catalunya (tidigare känd som Circuit de Catalunya) är en racerbana belägen i närheten av Montmeló, cirka tjugo kilometer från centrala Barcelona i Katalonien (Spanien). Banan byggdes år 1991. Man arrangerar bland annat Spaniens Grand Prix (årligen) i Formel 1, Kataloniens Grand Prix i MotoGP och tävlingar i World Series by Renault.

## Läge
Banan är belägen 32 km norr om (centrala) Barcelona, i orten Montmelò i comarcan Vallès Oriental. Vid stora tävlingsdagar sker helikoptertransporter via anläggningens egen helikopterplatta.

## Historik
Racerbanan ersatte 1991 den tidigare Circuit de Montjuïc vid berget Montjuïc i centrala Barcelona. Denna var redan i början av 1980-talet nedgången, och tävlingsarrangören Reial Automòbil Club de Catalunya var medveten om att Katalonien var i behov av en ny anläggning som nådde upp till kraven för att kunna arrangera Formel 1- och GP-lopp i roadracing. Man köpte upp ett stycke mark i Caldes de Malavella ett antal mil i nordöst, men detta ledde inte till något konkret. Inte heller ett initiativ för att utvidga Montjuïc-banan realiserades. Till slut ingrep regionregeringen och började 1985 projektera en ny raceranläggning i Vallès Oriental strax nordöst om Barcelona.
Under bygget av banan schaktades cirka 1 miljon kubikmeter jord bort. Den nya Circuit de Catalunya invigdes slutligen 10 september 1991, och redan den 29 september samma år var banan skådeplats för det 35:e Spaniens Grand Prix, efter 16 års frånvaro från regionen. Årliga VM-lopp i roadracing arrangerades från och med 1992.
Till säsongen 2007 gjordes en ombyggnad i det avslutande partiet på banan, där man formade de två tidigare svepande kurvorna som avslutade varvet till en chikan. Detta för att underlätta omkörningsmöjligheterna. I början av säsongen varje år testar alla team sina nya bilar på banan vilket lockar många intresserade eftersom de vill se säsongens nya bilar.

## Bildgalleri

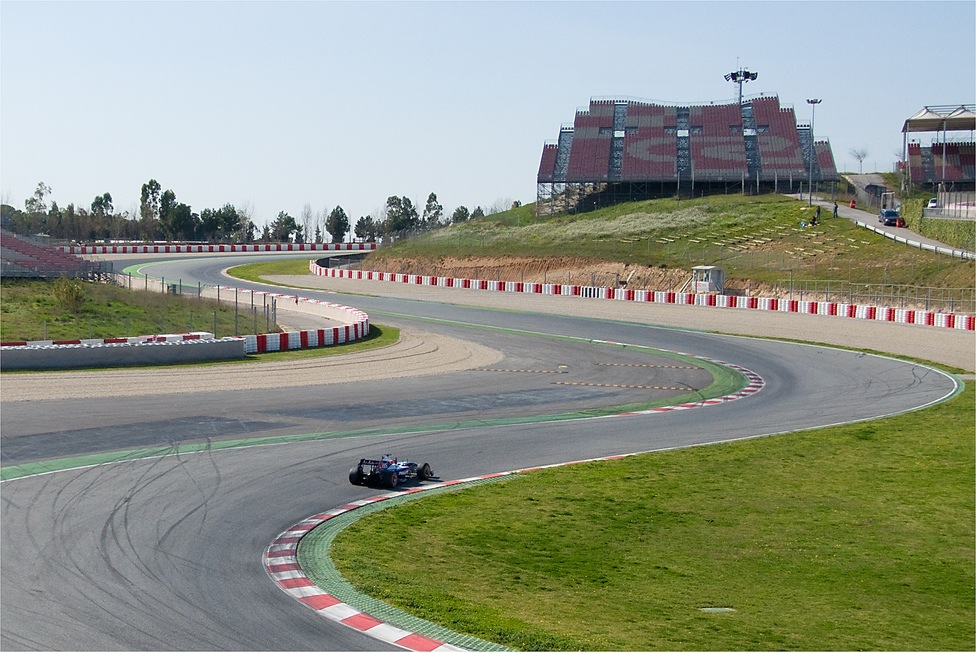
Kurva 1-3, 2009.
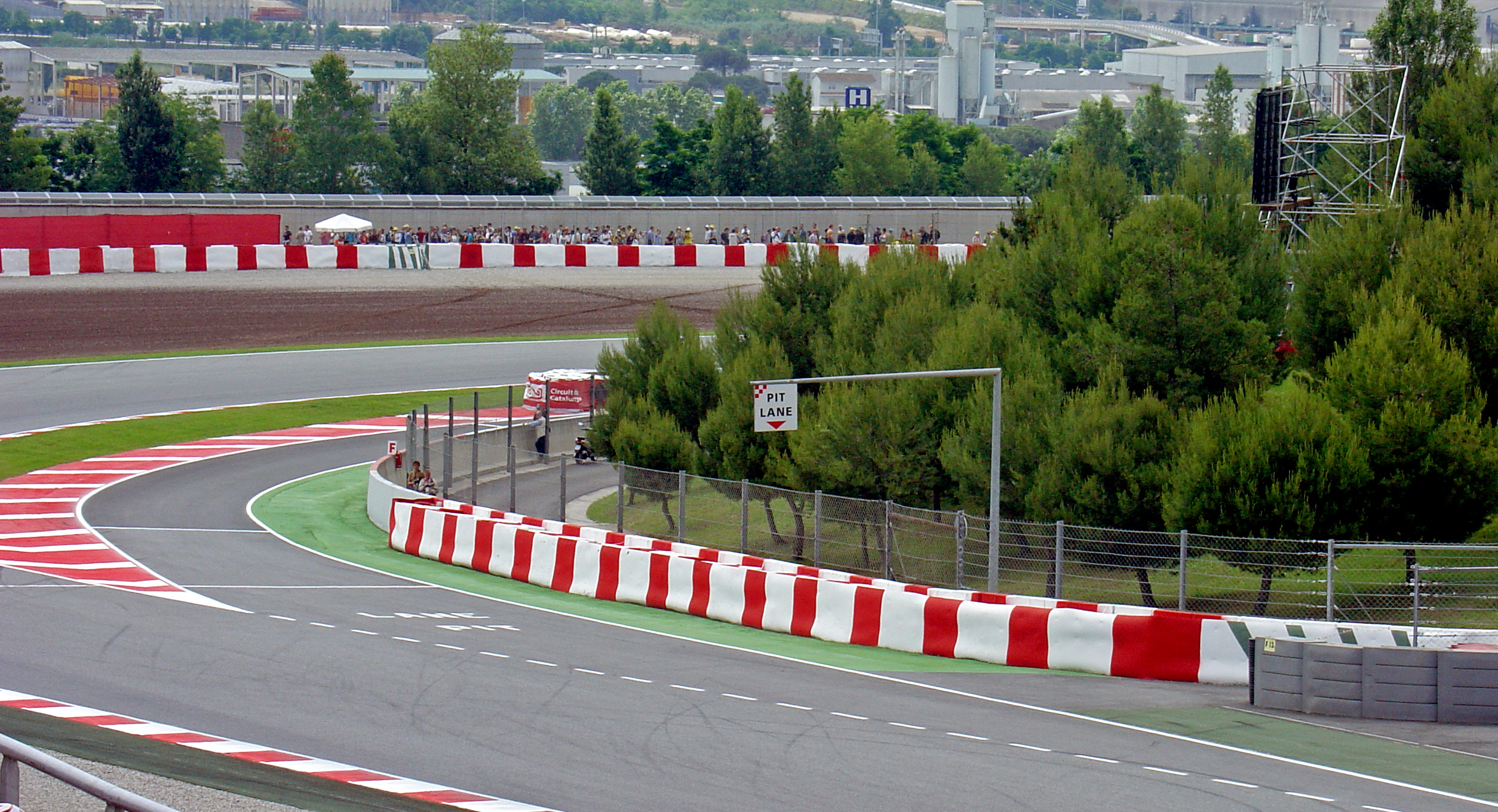
Avfarten vid depåstopp.
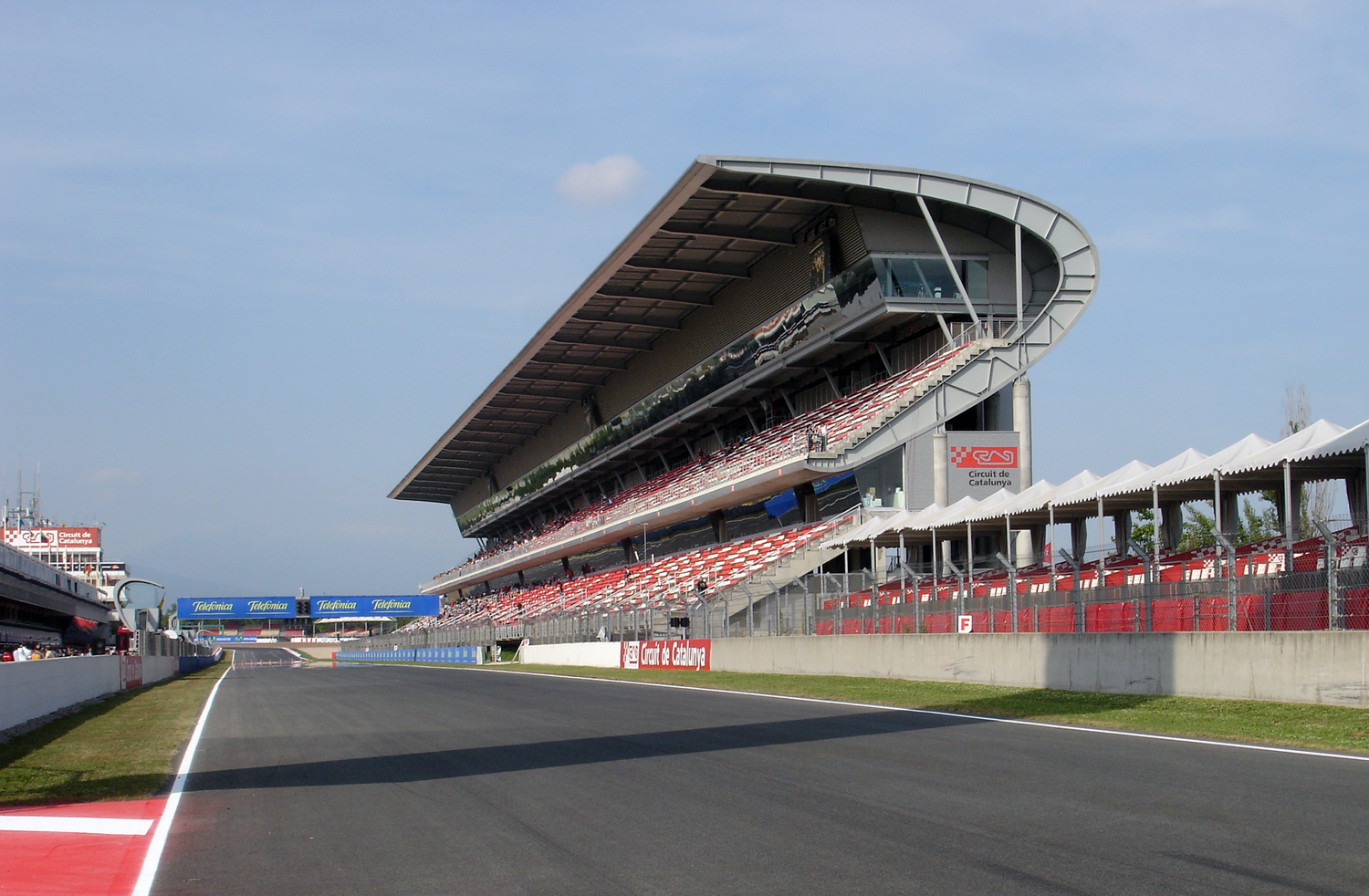
Huvudläktaren vid målrakan.
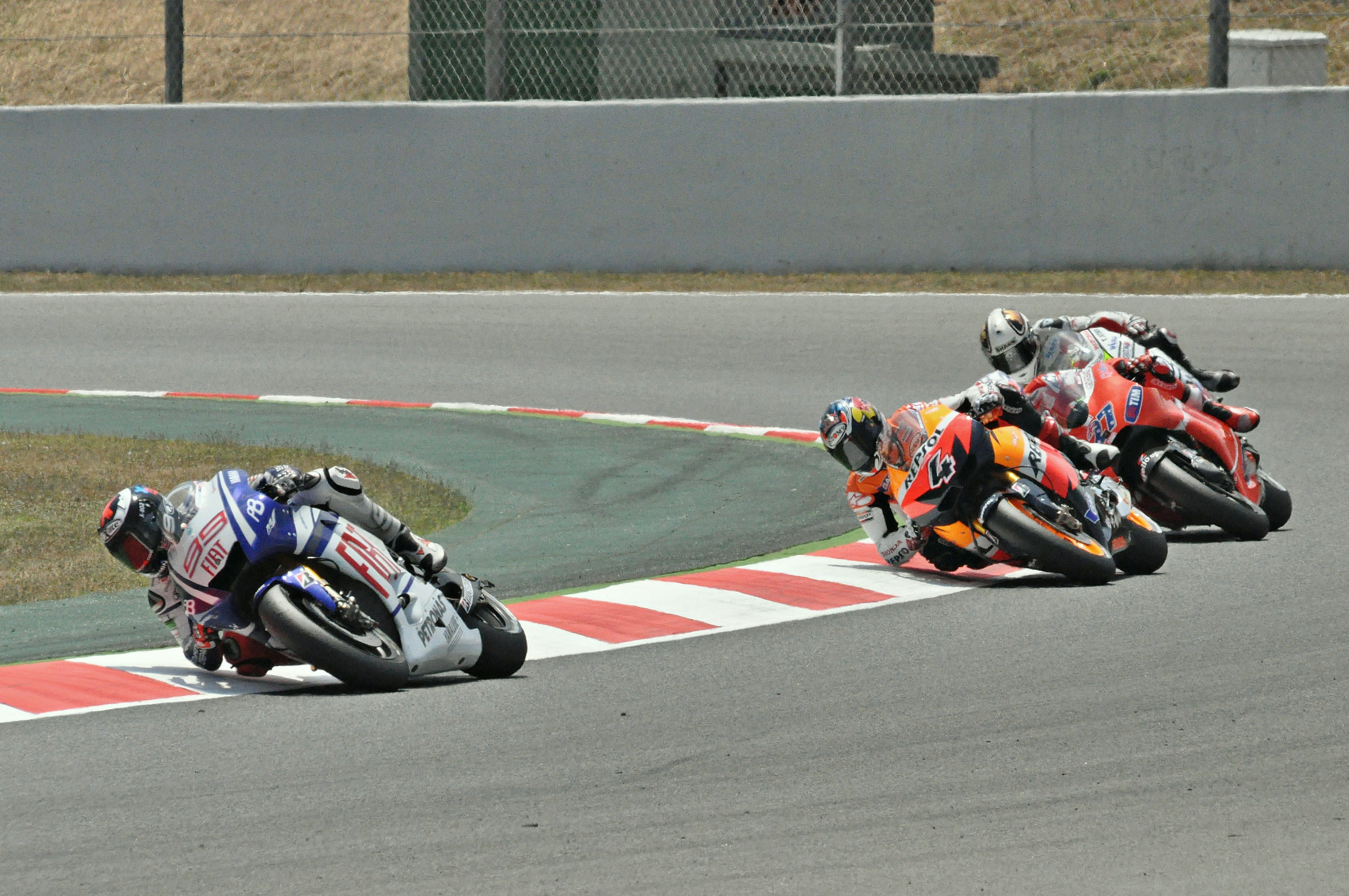
Jorge Lorenzo i ledningen vid 2010 års GP-lopp i roadracing.
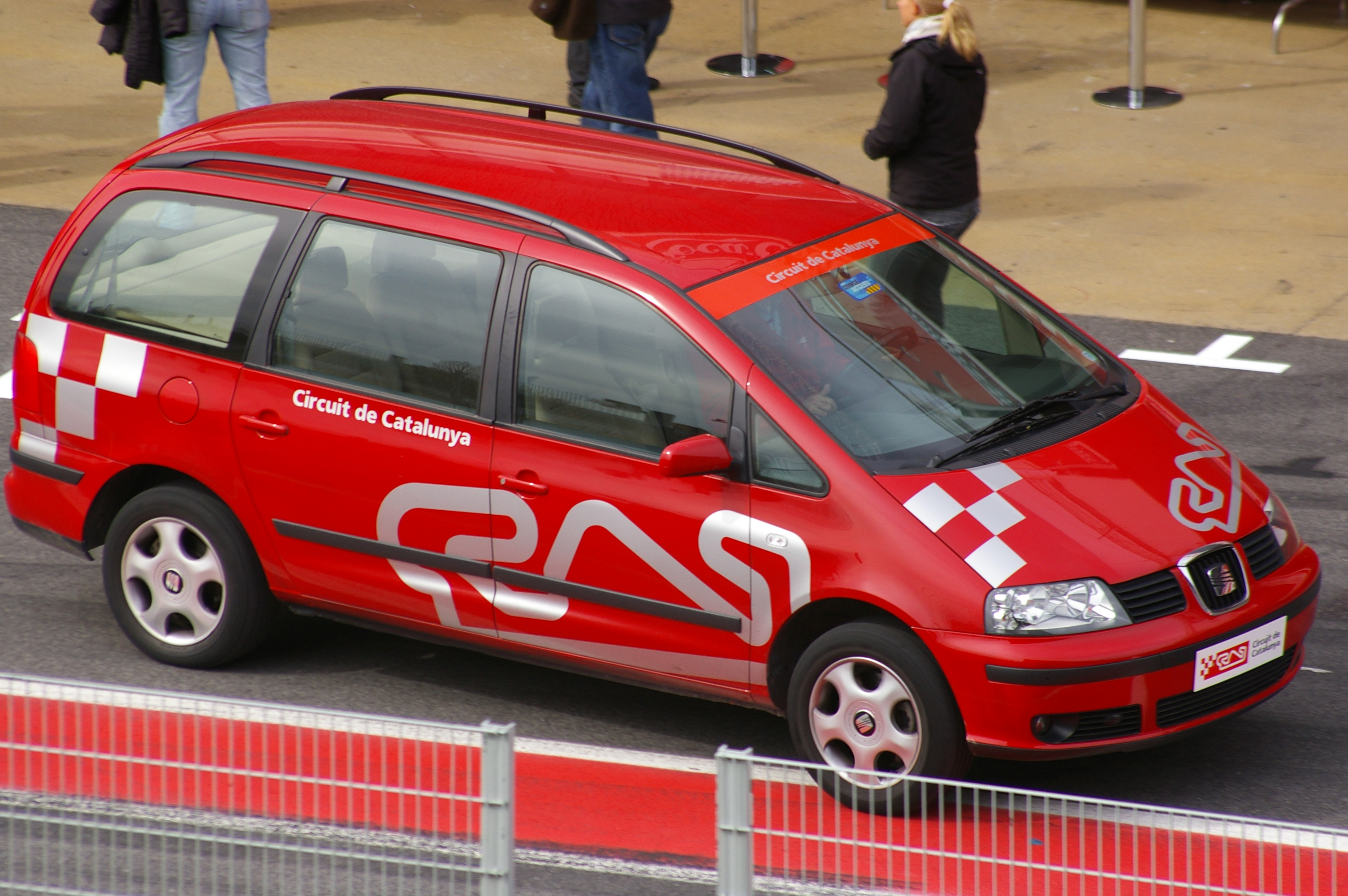
Servicebil (Seat Alhambra).